# اشلی کری
اشلی کری (انگلیسی: Ashley Carey؛ زادهٔ ۲۳ مهٔ ۱۹۶۹) بازیکن هاکی روی چمن اهل استرالیا است.او نماینده تیم ملی استرالیا در مسابقات هاکی المپیک تابستانی 1992 بود و مدال نقره گرفت.